# میخایلوفکا (شهرستان سویتسکی، سرزمین آلتای)
میخایلوفکا (به لاتین: Mikhaylovka) یک منطقهٔ مسکونی در روسیه است که در سرزمین آلتای واقع شده‌است.